# Banco Original
O Banco Original é uma instituição financeira brasileira controlada pela holding J&F fundada em 2011 a partir da fusão de dois bancos, o Banco JBS e o Banco Matone. Além de oferecer serviços bancários para empresas, oferece serviços de um banco de varejo digitalmente.

## História
O Banco Original foi fundado em março de 2011 a partir da união do Banco JBS e Banco Matone. A instituição financeira é controlada pela holding J&F que realizou um aporte de 1,85 bilhão de reais, além de um financiamento do Fundo Garantidor de Créditos (FGC) para a fundação do banco.
Inicialmente o foco de negócio do banco foi no agronegócio e no varejo. Em 2013, o Banco Original expandiu suas operações para o segmento corporativo, com foco em clientes com faturamento acima de 300 milhões de reais por ano.
Em outubro de 2013, o Banco Original ocupou o 2º lugar no quesito Sistema Especial de Liquidação e de Custódia (Selic) e o 1º lugar no quesito taxa de câmbio no ranking Top 5 do Banco Central, que avalia as instituições financeiras do Brasil. Em 2014, O Banco Original adquiriu a banco de investimento Latin Finance Advisory & Research expandindo seus serviços para fusões e aquisições, financiamento de projetos, reestruturação e mercado de capitais. No mesmo ano, o banco apresentou um lucro líquido de 73,19 milhões de reais, 9,4% maior comparado a 2013. A carteira de empréstimos apresentou um crescimento de 130,7% também comparada aos resultados obtidos no ano anterior.
Desde o início das operações, o Banco Original não conta com agências próprias. O atendimento ao varejo era realizado através da rede de lojas Bem-vindo, adquirida na integração com o Banco Matone. A rede Bem-vindo possuía 70 lojas e 600 mil clientes ativos em 2011, quando o banco foi fundado.
Até 2016, o Banco Original abriu cerca de mil contas por dia. No primeiro trimestre de 2016, os ativos já totalizavam 6,6 bilhões de reais, 2,2 bilhões de reais de patrimônio e 5.700 clientes.

## Banco Digital
Em 2013, o Banco Original deu início a um projeto para se tornar o primeiro banco brasileiro 100% digital, onde não haverá agências e todos os serviços serão oferecidos por meio de aplicativos para computadores, celulares, tablets e Smart TVs. Em 2015, um novo site com a nova identidade do banco foi lançado como primeira iniciativa.
Em março de 2016, o Original lançou sua operação de varejo 100% digital, a partir de investimentos de R$ 600 milhões iniciados cerca de três anos antes. A campanha publicitária de lançamento teve como garoto propaganda o recordista mundial de atletismo Usain Bolt. Baseada no conceito de originalidade, a campanha criada pela agência Fischer foi assinada com o slogan Você é original. Esse banco é seu. Bolt também protagonizou o lançamento do cartão Mastercard Gold 9.58 do banco, fazendo referência ao recorde mundial dos 100 metros rasos do atleta.
O projeto foi comandado pelo idealizador do banco, Henrique Meirelles, ex-presidente do Banco Central e Ex-Ministro da Fazenda do governo Temer.
Também em 2016, foi lançada uma ferramenta digital chamada Bot Original que permite interação instantânea com o público pelo Messenger do Facebook. O Bot foi desenvolvido pela área de inovação do banco e funciona como um SAC robotizado fornecendo respostas programadas sobre pagamentos, alterações cadastrais, caixa eletrônico, câmbio, cartões e cheques, conta corrente, fundos, investimentos, política e perfil institucional, programa de pontos, segurança e tarifas.
Apesar de não possuir agências físicas para prestação dos serviços, até 2019 o Banco Original havia inaugurado 4 espaços conceito chamados “Espaço Original” com o objetivo de oferecer mais um canal de atendimento e relacionamento para seus clientes nas cidades de  São Paulo, Campinas, Belo Horizonte e Rio de Janeiro.
Em julho, o Banco Original anunciou o lançamento da plataforma Original Empresas, produto direcionado para microempreendedor individual (MEI), Empreendedor Individual (EI) e Empresa Individual de Responsabilidade Limitada (EIRELI), que une contas de pessoa física e pessoa jurídica em um único aplicativo e oferece maquinas de pagamento da Cielo de forma gratuita. Durante a fase de pré-lançamento, 10 mil clientes aderiram ao serviço, fechando o ano de 2019 com 100 mil contas para esse público.
Em agosto do mesmo ano, o banco lançou uma parceria com o aplicativo de finanças pessoais Guiabolso na inauguração do open banking no Brasil,  sistema que dá aos clientes controle sobre seus dados bancários. O acordo permite que clientes do Original conectem suas contas ao Guiabolso automaticamente.
Ainda no segundo semestre de 2019, o Banco Original alcançou a meta de 2.5 milhões de clientes e alcance em 100% do território nacional com clientes ativos.
Em maio de 2020, o Banco atingiu a marca de 3,5 milhões de clientes, apontando um crescimento de 182% em sua base no acumulado de 12 meses.
Desenvolvido pelo Banco Central (BC), o Sistema de Pagamentos Instantâneos (SPI) entrou em funcionamento em novembro de 2020. Também chamado de PIX, o sistema tem como objetivo promover inclusão, competitividade, transparência e educação no mercado financeiro. O Banco Original anunciou que clientes empreendedores não são cobrados por suas transações no PIX.

### Uso de inteligência artificial
Em 2019, o Banco Original consolidou o uso de plataforma de inteligência artificial, em parceria com a IBM, por meio de ferramentas de “Chat Bot”. Em outubro deste ano, o Banco completou 1 milhão de atendimentos mensais via ChatBot.
Também através do uso de um bot, o Banco Original recorreu novamente à inteligência artificial para a realização de intenção de cadastramento das chaves de endereçamento do PIX.
Outro uso da inteligência artificial é na prevenção de fraudes. Em 2020, o banco iniciou o uso da biometria facial para validação de transações de altos valores.

### PicPay
O PicPay, maior carteira digital no Brasil, também faz parte do ecossistema digital de empresas de tecnologia do banco Original. A instituição é acionista direta do PicPay desde Outubro de 2019 e, por meio de acordo de acionistas, exerce o controle societário. O PicPay conta com time de executivos e posicionamento mercadológico próprios.

## Resultados financeiros
| Ano  | Total de ativos | Patrimônio Líquido | Índice de Basileia | Lucro líquido  |
| ---- | --------------- | ------------------ | ------------------ | -------------- |
| 2018 | R$ 11,2 bilhões | R$ 2,2 bilhões     | 13,6%              | R$ 2,7 milhões |

## Ligações Externas
- Site Oficial
- Facebook
- Linkedin